# Cravate Club (film)
Pour plus de détails, voir Fiche technique et Distribution.
Cravate Club est un film français réalisé par Frédéric Jardin, sorti en 2002.

## Fiche technique
- Titre : Cravate club
- Réalisation : Frédéric Jardin
- Scénario : Jérôme Dassier et Frédéric Jardin d'après la pièce de théâtre Cravate Club de Fabrice Roger-Lacan
- Musique : Nicolas Errèra
- Pays d'origine :  France
- Langue : français
- Format : couleur - 35 mm - 1,85:1 - son stéréo
- Genre : comédie dramatique
- Durée : 85 minutes
- Dates de sortie :  France : 3 juillet 2002 ;  Belgique : 31 juillet 2002

## Distribution
- Charles Berling : Bernard
- Édouard Baer : Adrien
- Albane Urbin : la voisine
- Patrick Mille : le petit ami de la voisine
- Pierre Balesi : l'homme qui prend le tableau
- Philippe Cotten : l'employé de l'escalier
- Francesco Walter de Araujo : Roland Chicamour
- Beatrice Rosen

## Autour du film
- Le réalisateur américain Lloyd Kaufman, cofondateur de la firme indépendante new-yorkaise Troma pour qui Édouard Baer tint un court rôle dans l'une des productions (Terror Firmer en 1999), fait une brève apparition.